# Aeropuerto Internacional de Jardines del Rey
El Aeropuerto Internacional de Jardines del Rey (IATA: CCC, OACI: MUCC), también conocido como Aeropuerto Internacional de Cayo Coco es un aeropuerto nuevo, situado en la Isla de Cayo Coco, parte del archipiélago cubano, conocido como Jardines del Rey, en la provincia de Ciego de Ávila. Miles de vacacionantes canadienses y europeos pasan por el aeropuerto. El aeropuerto sirve a los vacacionantes que se dirigen hacia Cayo Guillermo y Cayo Coco.

## Aerolíneas y destinos
| Aerolíneas         | Destinos                                              |
| ------------------ | ----------------------------------------------------- |
| Aerogaviota        | La Habana                                             |
| Air Canada Rouge   | Montreal–Trudeau, Toronto–Pearson                     |
| Air Transat        | Montreal–Trudeau, Toronto–Pearson Estacional: Halifax |
| Cubana de Aviación | La Habana                                             |
| Nordwind Airlines  | Estacional: Moscú-Sheremétievo                        |
| WestJet            | Estacional: Montreal–Trudeau, Toronto–Pearson         |